# Хижаки (фільм, 1991)
«Хижаки» — радянський художній детективний фільм, знятий в 1991 році режисером Олександром Косарєвим, за сценарієм Анатолія Безуглова і самого Олександра Косарєва.

## Сюжет
В одному з сибірських заповідників убитий приїхавший з Москви фахівець з соболів Едуард Авдонін. Справу доручено старшому слідчому обласної прокуратури Ользі Павлівні Дагуровій. Спочатку підозра падає на лісників — Ніла Осєтрова й інших, але слідчий Дагурова і дільничний Рєзвих їх по черзі відкидають. Раптово у вбивстві визнається місцевий псих Флейта. Попутно з'ясовується, що загиблий був браконьєром, в змові з директором заповідника Гаєм він організував нелегальний збут хутра. Тепер життя слідчого і свідків в небезпеці…

## У ролях
- Ірина Короткова —  старший слідчий Дагурова Ольга Павлівна
- Петро Вельямінов —  дільничний Рєзвих Арсеній Миколайович
- Ігор Волков —  лісник Осєтров Ніл Макейович
- Олександр Косарєв —  Гай Сергій Сергійович, директор заповідника
- Ігор Кваша —  Геннадій Пісецький, музикант на прізвисько Флейта
- Данило Нетребін —  Артем Корнійович, експерт-балістик
- Віталій Коротич —  Віктор Олексійович
- Роман Філіппов —  Іван Іванович, слідчий
- Світлана Немоляєва —  Авдоніна, мати Едуарда
- Ернст Романов —  Лев Романович, прокурор
- Людмила Іванова —  лікар-психіатр
- Катерина Семенова —  Катя, співачка і коханка Едуарда Авдоніна
- Наталія Глущенко — епізод
- Елла Голубєва — епізод
- Володимир Самойлов — епізод
- Віктор Вакула —  Владлен Геннадійович
- Людмила Ларіонова —  Люся, алкоголічка
- Володимир Куликов — епізод
- Марина Смирнова — епізод
- Федір Смирнов —  Сергєєв, слідчий РВВС
- Юхим Балєсков —  пілот вертольота

## Знімальна група
- Режисер: Олександр Косарєв
- Сценаристи: Олександр Косарєв, Анатолій Безуглов
- Головний оператор: Володимир Фастенко
- Оператори: Юрій Базаров, М. Єльський
- Композитор: Юрій Антонов
- Консультанти: М. Васильєв, А. Звягінцев, І. Коровкін
- Музика для фільму записана і змікшована в студії Ю. Антонова — «А»